# Koronadal
Koronadal, aussi connue sous le nom de Marbel est une ville de 3e classe, capitale de la province du Cotabato du Sud, dans la région du SOCCSKSARGEN aux Philippines.
La ville compte 169 074 habitants en 2010.

## Barangays
Koronadal est divisée en 27 barangays :
- Assumption
- Avanceña
- Cacub
- Caloocan
- Carpenter Hill
- Concepcion
- Esperanza
- General Paulino Santos
- Mabini
- Magsaysay
- Mambucal
- Morales
- Namnama
- New Pangasinan
- Paraiso
- Rotonda
- San Isidro
- San Jose
- San Roque
- Santa Cruz
- Santo Niño
- Saravia
- Zone 1
- Zone 2
- Zone 3
- Zone 4
- Zulueta

## Démographie
| Année | Habitants | Évolution |
| ----- | --------- | --------- |
| 1995  | 118 231   | -         |
| 2000  | 133 786   | 13,16 %   |
| 2007  | 149 622   | 11,84 %   |
| 2010  | 169 074   | 13,00 %   |